# Prunus himalayana
Prunus himalayana är en rosväxtart som beskrevs av Jun Wen. Prunus himalayana ingår i släktet prunusar, och familjen rosväxter. Inga underarter finns listade i Catalogue of Life.